# Лішня (гміна)
Гміна Лішня — колишня (1934—1939 рр.) сільська ґміна Дрогобицького повіту Львівського вооєводства Польської республіки (1918—1939) рр. Центром ґміни було село Лішня.

1 серпня 1934 р. було створено гміну Лішня в Дрогобицькому повіті. До неї увійшли сільські громади: Брониця, Лішня, Долішній Лужок, Монастир-Лішнянський, Нагуєвичі, Медвежа, Снятинка, Унятичі.
В 1934 р. територія ґміни становила 142,54 км².  Населення ґміни станом на 1931 рік становило 11691 осіб. Налічувалось 2330 житлових будинків. 

17 січня 1940 р. ґміна включена до Дрогобицького району.
1 вересня 1943 частину ліквідованої Дережицької ґміни (села Дережичі, Ясениця-Сільна і Монастир-Дережицький) було включено до складу Лішнянської ґміни.